# Anne E. Jensen
 Der er flere personer med dette navn, se Anne E. Jensen (litteraturhistoriker).
Anne Elisabet Jensen (født 17. august 1951) er dansk politiker og tidl. medlem af Europa-Parlamentet, valgt for Venstre 10. juni 1999. 
Hun blev født i 1951 i Kalundborg som datter af overlærer J.H. Jensen og overlærer Inger E. Jensen. 
Cand.polit., 1978 Københavns Universitet. Cheføkonom i Privatbanken/Unibank 1985-1994. Direktør i Dansk Arbejdsgiverforening 1994-1996. Ansvarshavende chefredaktør på Berlingske Tidende 1996-1998. 
Anne E. Jensen har været medlem af Europa-Parlamentet siden 1999 og var den liberale gruppes (ALDE) koordinator i budgetudvalget, suppleant i transportudvalget og beskæftigelsesudvalget. Endvidere var hun aktivt medlem i delegationerne for EU's relationer med Rusland og Hviderusland. Hun stoppede ved valget i maj 2014.  
Anne E. Jensen blev den 6. april 2013 valgt til formand for Europabevægelsen. og var formand i perioden 2013 og frem til april 2015. 